# توکوگاوا ایه‌یاسو (فیلم ۱۹۶۵)
توکوگاوا ایه‌یاسو (به ژاپنی: 徳川家康) نام یک فیلم سینمایی

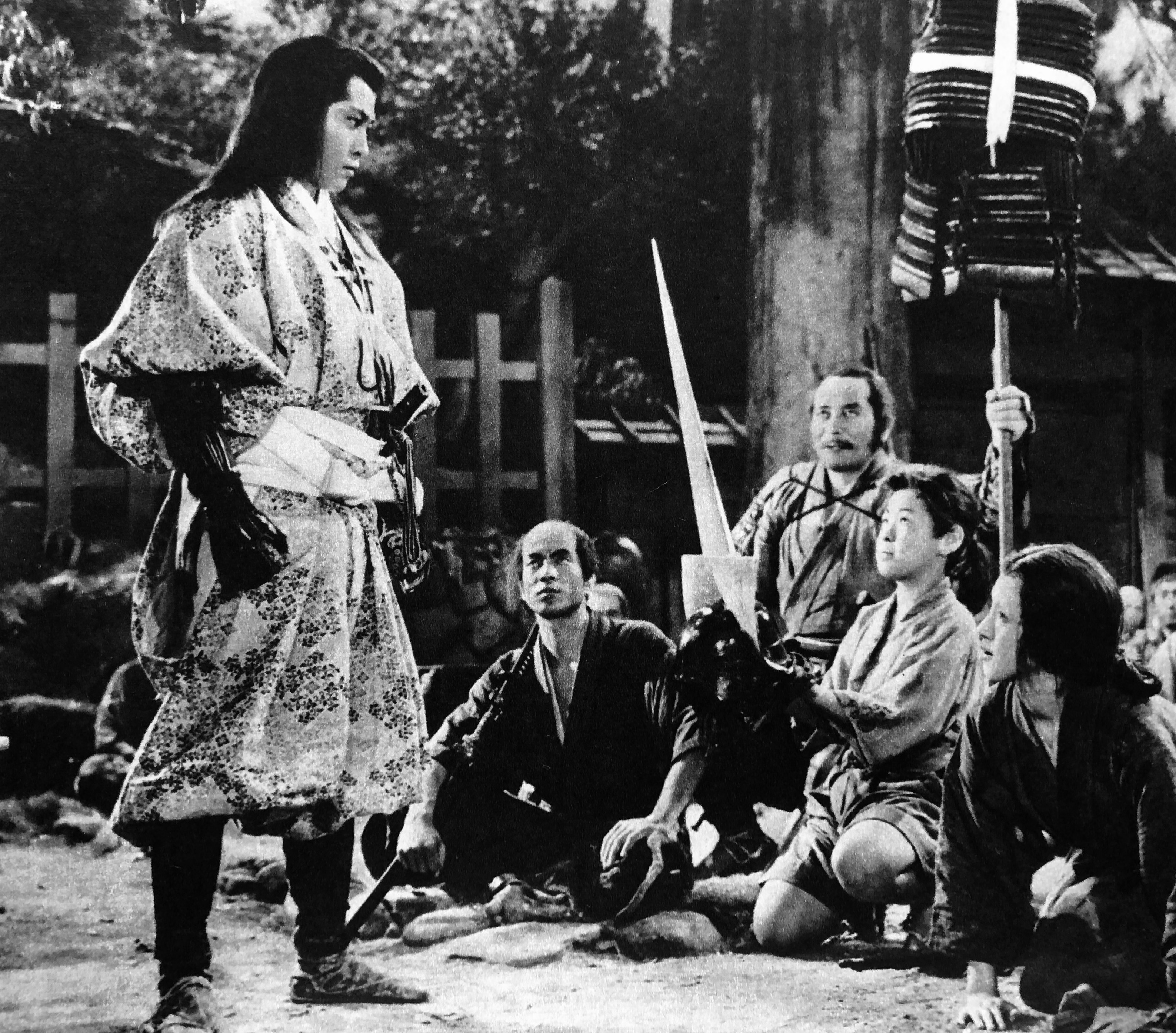
یک فیلم سینمایی تاریخی که در این تصویر لباس و سبک زندگی دوران خود را نشان می دهد.

۱۴۳ دقیقه‌ای بر پایه زندگی توکوگاوا ایه‌یاسو است. این مجموعه توسط ایتو دایسوکه کارگردانی شده و در سال ۱۹۶۵ میلادی نمایش داده شده است. در این مجموعه کینیا کیتااوجی نقش توکوگاوا ایه‌یاسو و یوروزویا کینوسوکه نقش اودا نوبوناگا را ایفا می‌کنند. این فیلم وقایع را از زمان کودکی تا نبرد اوکه‌هازاما به تصویر کشیده است.